# Korunní země

Rakousko-Uhersko:

Habsburská monarchie se členila na různě velké územní celky, označované jako korunní země (německy Kronland, pl. Kronländer). Jednalo se o regiony, které habsburská panovnická dynastie získala pro rakouskou korunu v průběhu staletí a panovali v nich ve formě personální unie.
Tyto celky požívaly v různých dobách různou míru autonomie s vlastními zemskými sněmy, na rozdíl od moderních členských států různých federací však neměly zemské vlády a jejich obyvatelé neměli žádné vlastní zemské občanství. V čele jednotlivých zemí stáli zemští hejtmani nebo místodržitelé, předsedající zemským správním orgánům. Každá země používala také vlastní zemské symboly.
Tradiční zemské sněmy, které byly do roku 1848 orgány stavovského zastoupení, byly po revoluci z roku 1848 císařskou vládou zrušeny a teprve roku 1860 svolány v nové formě. Nyní už jen část členů zemských sněmů měla své postavení zaručena, zatímco zbytek byl volen. Po rakousko-uherském vyrovnání z roku 1867 byla ústava habsburské monarchie vytvořena na novém základě, přičemž Uhersko již nadále nebylo pouhou korunní zemí, ale už víceméně státem.

## Korunní země Rakouska-Uherska

### Království a země na říšské radě zastoupené (tzv.Předlitavskočili Cislajtanie)
Předlitavsko sestávalo ze sedmnácti korunních zemí rakouských.
- Království české
- Království dalmatské
- Knížectví haličské (haličsko-vladiměřské), k němuž patřily
  - Velkovévodství krakovské
  - Knížectví osvětimské
  - Knížectví zatorské
- Arciknížectví dolnorakouské
- Arciknížectví hornorakouské
- Vévodství bukovinské
- Vévodství korutanské
- Vévodství kraňské
- Vévodství slezské
- Vévodství solnohradské
- Vévodství štýrské
- Markrabství istrijské
- Markrabství moravské
- Okněžněné hrabství goricko-gradišské
- Okněžněné hrabství tyrolské;
- Země vorarlberská
- město Terst s přilehlým územím

### Země Svatoštěpánské koruny (tzv.Zalitavskočili Translajtanie)
Zalitavsko tvořily tři celky.
- Království uherské, zahrnující bývalé Velkoknížectví sedmihradské
- Království chorvatsko-slavonské
- město Rijeka s přilehlým územím

S rozpadem Rakouska-Uherska na konci první světové války se korunní země na území moderního Rakouska transformovaly ve spolkové země; Čechy, Morava a Slezsko se na základě tradičního historického členění staly zeměmi i v nově vzniklém Československu, zatímco ostatní korunní země byly jako správní celky v nově vzniklých nástupnických státech obvykle záhy zrušeny (Bukovina, Gorice a Gradiška, Halič, Istrie, Kraňsko, Terst).